# Picopict
Picopict (stylisé PiCOPiCT) est un jeu de puzzle conçu le 22 mai 2009 développé par Skip. Il est disponible exclusivement sur Nintendo DSi et Nintendo DSi XL via le téléchargement,.
Il fait partie de la série Art Style.

## Accueil
- GameSpot : 6,5/10[3]
- IGN : 8,5/10[4]